# Sat.1
德国卫星一台（德語：Sat.1）是一个综合性的私营电视台，总部设于慕尼黑附近的下弗灵。该台由ProSiebenSat.1 Media所持有，其创始人为莱奥·基尔希。